# ジムサル県
ジムサル県（ジムサル-けん）は、中華人民共和国新疆ウイグル自治区昌吉回族自治州に位置する県。ジムサルはモンゴル語で砂礫の川原の川の意。

## 地理
ジムサル県は阜康市の東、奇台県の西に位置する。

## 歴史
県北部に存在する北庭故城は、天山ウイグル王国の首都ビシュバリクの遺跡と推定されている。
1902年（光緒28年）、清朝が孚遠県を設置、1952年に吉木薩爾県に改名した。

## 行政区画
7鎮、3郷を管轄：
- 鎮：ジムサル鎮（吉木薩爾鎮）、三台鎮、泉子街鎮、北庭鎮、二工鎮、大有鎮、五彩湾鎮
- 郷：慶陽湖郷、老台郷、新地郷